# هارلند جی وود
هارلند جی وود (انگلیسی: Harland G. Wood; ۲ سپتامبر ۱۹۰۷ – ۱۲ سپتامبر ۱۹۹۱) زیست‌شیمی‌دان، و استاد دانشگاه اهل ایالات متحده آمریکا بود.
وی همچنین برندهٔ جوایزی همچون نشان ملی علوم و جایزه سلمان واکسمن در میکروبیولوژی شده‌است.